# Hatu-Udu
Hatu-Udu ist eine osttimoresische Aldeia im Suco Maliubu (Verwaltungsamt Bobonaro, Gemeinde Bobonaro). 2015 lebten in der Aldeia 75 Menschen, seitdem wurden aber die administrativen Grenzen verschoben, sodass heute wahrscheinlich deutlich mehr Menschen in der Aldeia leben.

## Geographie
Hatu-Udu liegt im Süden des Sucos Maliubu. Westlich liegt die Aldeia Atu Lara, nordwestlich die Aldeia Nunupa, nördlich die Aldeia Maliubu und östlich die Aldeia Licaubu. Im Süden grenzt Hatu-Udu an den Suco Tebabui.
Mitten durch die Aldeia führt die Überlandstraße von Maliana nach Atsabe. Im Nordwesten markiert sie die Grenze zu Nunupa, sodass das Dorf Haupa hier mit seinem Nordteil zur Nachbar-Aldeia gehört, so auch die Marienkirche und das kleine Marktgebäude. Haupas weitere Gebäude liegen größtenteils an der Überlandstraße, der sie nach Südosten folgen. Etwas abseits steht im Süden eine Schule. Im Südosten geht Hauba in den Ort Hatu-Udu über.

## Politik
2023 wurde João Moniz de Araújo zum Chefe de Aldeia gewählt.